# Løgmanssteypið 2009
La Løgmanssteypið 2009 è stata la 55ª edizione della coppa nazionale delle Fær Øer disputata tra il 28 marzo e il 29 luglio 2009 e conclusa con la vittoria del Víkingur Gøta, al suo il suo primo titolo.

## Turno preliminare
| 28 marzo 2009 |     |       |  |
| Royn          | 1–2 | Undri |  |
| TB            | 6–0 | NÍF   |  |
| 30 marzo 2009 |     |       |  |
| MB            | 4–1 | Skála |  |

## Primo turno
| 9 aprile 2009 |     |             |             |
| Víkingur      | 5–0 | MB          |             |
| AB            | 3–2 | B68         |             |
| FC Hoyvík     | 4–0 | Undri       |             |
| TB            | 0–0 | B36         | dts, dcr8–7 |
| KÍ            | 0–3 | 07 Vestur   |             |
| B71           | 0–1 | ÍF          |             |
| HB            | 2–1 | NSÍ         |             |
| VB/Sumba      | 0–4 | EB/Streymur |             |

## Quarti
| 29 aprile 2009 |     |           |              |
| EB/Streymur    | 1–0 | FC Hoyvík |              |
| TB             | 1–1 | AB        | dts, dcr 3–4 |
| 07 Vestur      | 0–3 | ÍF        |              |
| Víkingur       | 2–1 | HB        |              |

## Semifinali

### Andata
| 13 maggio 2009 |     |             |  |
| AB             | 1–1 | EB/Streymur |  |
| ÍF             | 0–1 | Víkingur    |  |

### Ritorno
| 28 maggio 2009 |     |    |  |
| Víkingur       | 5–0 | ÍF |  |
| EB/Streymur    | 4–1 | AB |  |

## Finale
| [[]] 29 luglio 2009, ore 16:00                                                                               | Víkingur  | 3 – 2 [http://www.mess.fo/frettir/2009-07-29/Vikingur_steypa-_vinnarar (FO) referto] | EB/Streymur | Gundadalur (2900 spett.) |
| \| \| \| \| \| H. Djurhuus 6’ A. Olsen 47’ F. Justinussen 87’ \| Marcatori \| 15’ P. Hansen 89’ A. Hansen \| |           |                                                                                      |             |                          |
| |           |                                                                                      |             |                          |
| H. Djurhuus 6’ A. Olsen 47’ F. Justinussen 87’                                                               | Marcatori | 15’ P. Hansen 89’ A. Hansen                                                          |             |                          |